# Derek Reese
Derek Reese (Orlando, 3 novembre 1993) è un cestista statunitense con cittadinanza portoricana.

## Carriera
Con Porto Rico ha disputato i Giochi panamericani di Lima 2019.